# 円智 (優婆塞)
円智（えんち、生没年不明）は、奈良時代の優婆塞。沙弥道行願経の智識。

## 来歴
天平宝字2年（758年）、伊勢神宮寺経巻91の書経師を務めた。

## 文献
- 日本古代人名辞典[要文献特定詳細情報]